# 誰にも負けない愛の歌
「誰にも負けない愛の歌」（だれにもまけないあいのうた 英語訳:THE LOVE SONG THAT IS SECOND TO NONE）は、THE COLLECTORS (ザ・コレクターズ)の19作目のシングル。

## 概要
- ザ・コレクターズでは、前作の「PUNK OF HEARTS」以来、約11年ぶりとなるシングル作品。
- CDシングルの他に、シングルという形では珍しくミュージック・ビデオやライブ・ビデオの映像が収録されたDVDが収められている。
- ディスクジャケットは、ビートルズのアルバム『サージェント・ペパーズ・ロンリー・ハーツ・クラブ・バンド』のディスクジャケットのパロディであり、メンバー全員が、ビートルズに扮した衣装を着ている。ボーカルの加藤ひさしはジョン・レノン、ギターの古市コータローはジョージ・ハリスン、ベースの小里誠はポール・マッカートニー、ドラムスの阿部耕作はリンゴ・スターの衣装を真似したものを着ている。

## 収録曲

### CD
1. 誰にも負けない愛の歌
  - 作詞・作曲：加藤ひさし / 編曲：THE COLLECTORS、吉田仁

表題曲。
2. 僕の街
  - 作詞・作曲：加藤ひさし / 編曲：THE COLLECTORS、吉田仁

カップリング曲。ギターはアコースティック・ギターのみで演奏されている。
3. 誰にも負けない愛の歌 (instrumental)

### DVD
1. 誰にも負けない愛の歌（ミュージック・ビデオ）
2. 僕の街（ミュージック・ビデオ）
3. GROOVE GLOBE（LIVE at AKASAKA BLITZ 2012）
  - 作詞・作曲：加藤ひさし

2012年に、赤坂BLITZで行われたライブの映像。
4. NICK! NICK! NICK!（LIVE at SHIBUYA CLUB QUATTRO 2010）
  - 作詞・作曲：加藤ひさし

2010年に、渋谷CLUB QUATTROで行われたライブ「CLUB QUATTRO MONTHLY LIVE」の映像。
5. 百億のキッスと千億の誓い（LIVE at SHIBUYA CLUB QUATTRO 2010）
  - 作詞・作曲：加藤ひさし

4曲目と同文。
6. マイアミビーチ（LIVE at SHIBUYA CLUB QUATTRO 2010）
  - 作詞・作曲：加藤ひさし

4曲目と同文。

## 収録アルバム
| 曲名                 | 収録アルバム     | 発売日        | 備考                   |
| -------------------- | ---------------- | ------------- | ---------------------- |
| 誰にも負けない愛の歌 | 『99匹目のサル』 | 2013年1月23日 | 19thオリジナルアルバム |

## レコーディング・メンバー（THE COLLECTORS）
- 加藤ひさし - ボーカル、アコースティック・ギター
- 古市コータロー - ギター、バックコーラス
- 小里誠 - ベース、バックコーラス
- 阿部耕作 - ドラムス、バックコーラス